# Masse de la Chambre des représentants des États-Unis

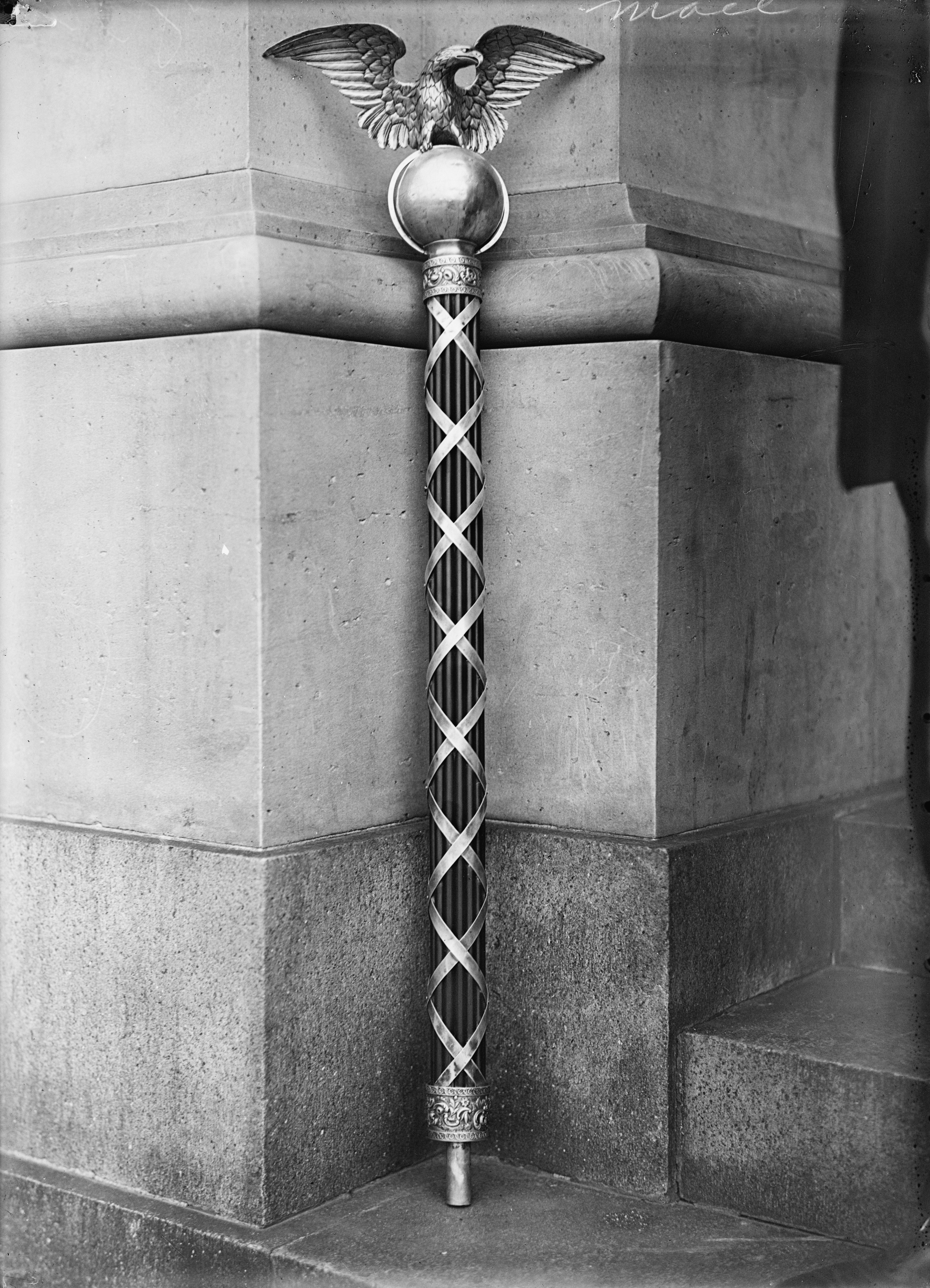
La masse de la Chambre des représentants

La masse de la Chambre des représentants des États-Unis (Mace of the United States House of Representatives), également appelée masse de la République, est une masse cérémonielle et l'un des plus anciens symboles du gouvernement des États-Unis.  Il symbolise l'autorité gouvernementale des États-Unis, et plus particulièrement l'autorité législative de la Chambre des représentants. 

## Histoire
Dans l'une de ses premières résolutions, la Chambre des représentants du 1er congrès fédéral des États-Unis (14 avril 1789) créa le Bureau du sergent d'arme. La résolution dispisait qu'un « symbole approprié de la fonction doit être fourni au sergent d'arme, selon la forme et le dispositif que le président ordonnera. »  Le premier président de la Chambre, Frederick Muhlenberg de Pennsylvanie, approuva la masse en tant que symbole approprié au sergent d'arme pour exercer sa fonction. 
La masse actuelle est utilisée depuis le 1er décembre 1842.  Elle a été créée par l'orfèvre new-yorkais William Adams pour le prix de 400 USD (l'équivalent de 10 000 dollars US de 2016). Elle venait en remplacement d'une première masse détruite lors de l'incendie du Capitole, le 24 août 1814, pendant la guerre de 1812.  Une simple masse en bois a été utilisée entre-temps.

## Description
La conception de la masse provient des masses d'arme, ancienne arme de bataille, et des faisceaux romains. La masse de cérémonie mesure 120 cm de long (46 pouces) et se compose de 13 tiges en ébène (représentant les 13 états originaux de l’Union) unis par des brins d’argent entrecroisés sur la longueur. Au sommet se trouve un globe en argent sur lequel repose un aigle en argent coulé. 

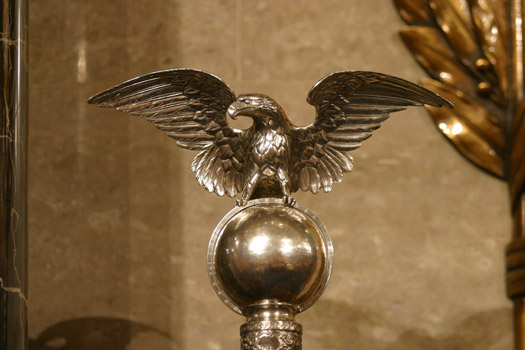
Au sommet des tiges en ébène de la masse se trouve un globe en argent coulé, supportant un aigle aux ailes déployées. Les continents sont gravés sur la surface du globe, l’Amérique du Nord faisant face. L'aigle, l'oiseau national, est coulé en argent massif.

## Procédure
Pour les sessions quotidiennes de la Chambre, le sergent porte la masse d'argent et d'ébène de la Chambre devant le Président, en procession jusqu'à la tribune.  Lorsque la Chambre est en séance, la masse repose sur un piédestal cylindrique en marbre vert, à la droite du président. Lorsque la Chambre siège en comité, elle est déplacée plus bas sur un autre piédestal à côté du bureau du sergent d'armes, plus ou moins hors de vue.  Ainsi, les députés entrant au Sénat savent immédiatement si la Chambre est en session ou en comité. 

### Usage disciplinaire
Conformément aux règles de la Chambre, dans les rares cas où un membre devient indiscipliné, le sergent d'armes, sur ordre du Président, soulève la masse de son socle et la présente aux contrevenants, rétablissant ainsi l'ordre. 
Étant donné que les membres peuvent modifier le compte rendu du Congrès avant sa publication, il n’est pas fait mention de l’utilisation réelle de la masse. [réf. nécessaire] Une menace de présentation de la masse a été enregistrée récemment, le 29 juillet 1994, la représentante Maxine Waters n'ayant été autorisée à prendre la parole devant la Chambre que pendant une minute. Mais la masse n'a finalement pas été présentée. 